# Parlement de la Communauté germanophone de Belgique
13e législature
Parlamentsgebäude
Le Parlement de la Communauté germanophone de Belgique (en allemand : Parlament der Deutschsprachigen Gemeinschaft) est l'assemblée législative de la Communauté germanophone de Belgique. Il siège à Eupen, au Parlamentsgebäude.
Composé de 25 députés élus pour cinq ans, il exerce le pouvoir législatif en votant des décrets, élit le gouvernement communautaire et en contrôle l'action.

## Histoire
La première réforme de l'État belge aboutit le 31 décembre 1970 à la création de la Communauté culturelle allemande (en allemand : Deutsche Kulturgemeinschaft). L'article 59ter de la Constitution consacre alors l'existence d'un Conseil culturel (Kulturrat), dont la loi est appelée à fixer la composition et les compétences.
La loi du 10 juillet 1973 crée donc un Conseil culturel de 25 membres, élus au suffrage universel direct le même jour que les députés à la Chambre des représentants. Il ne dispose que de compétences consultatives. Il est ainsi la première assemblée décentralisée de Belgique élue par les citoyens, parce que sa trop faible représentation au Parlement belge empêche de former une assemblée d'élus nationaux (comme dans les autres communautés) et que le territoire communautaire est clairement défini (circonscrit à la région de langue allemande).
Renommé tout simplement Conseil (Rat) avec la mise en place de la Communauté germanophone au cours de la deuxième réforme de l'État en 1980, il devient une véritable assemblée législative à la suite de l'adoption de la loi de réformes institutionnelles du 10 décembre 1983 et obtient à cette occasion une autonomie électorale.
Par transfert du Parlement wallon conformément à l'article 139 de la Constitution, les compétences de l'assemblée ont été progressivement étendues. Outre la récupération du domaine des monuments et sites en 1994 et du tourisme 20 ans après — des compétences initialement communautaires mais transférées aux régions dans le cadre des réformes de l'État —, le Parlement germanophone a reçu compétence en matière de politique de l'emploi en 2000 et dans le champ des « pouvoirs subordonnés » (cultes et communes) en 2005.
Le 25 février 2005, une révision de la Constitution, entrée en vigueur le 11 mars et suivie d'une modification le 11 avril 2006 de la loi spéciale relative aux institutions régionales et communautaires transforme le Conseil en Parlement de la Communauté germanophone,.

## Parlementaires
Le Parlement germanophone se compose de 25 députés, élus pour une législature de cinq ans au suffrage universel direct et au scrutin proportionnel dans une circonscription plurinominale identique au territoire de la Communauté germanophone. Il forme la plus petite assemblée parlementaire du pays.
Les membres de langue allemande de la Chambre des représentants, du Parlement wallon, du conseil provincial de Liège et du Parlement européen siègent avec voix consultative.

## Attributions
Le Parlement exerce le pouvoir législatif en adoptant des décrets (ayant force de loi selon le principe de l'équipollence des normes) dans la limite du territoire et des compétences expressément attribuées à la Communauté, vote le budget communautaire et approuve des rapports d’expertise relatifs à des projets ou propositions de loi fédérale concernant la Communauté germanophone. Il élit les membres et contrôle l'action du gouvernement fédéré, et désigne parmi ses membres un sénateur de communauté.

### Compétences législatives
En tant que pouvoir législatif communautaire, le Parlement de la Communauté germanophone légifère en matière de : 
- matières culturelles ;
- enseignement ;
- coopération entre les communautés, ainsi que la coopération internationale ;
- matières personnalisables ;
- recherche scientifique et coopération internationale dans ces domaines ;
- coopération au développement.

En outre, il exerce son pouvoir législatif sur certains domaines transférés par le Parlement de la Région wallonne, en application de l'article 139 de la Constitution : 
- la protection des monuments et sites ainsi que les fouilles ;
- la politique de l’emploi ;
- le contrôle, la tutelle et le financement des pouvoirs subordonnés (cultes et communes) ;
- le tourisme ;
- l'aménagement du territoire, le logement et une partie de la politique d'énergie.

Contrairement à la Communauté française et la Communauté flamande, l'emploi des langues en matières administratives, de relations sociales et de document des entreprises ne fait pas partie des compétences de la Communauté germanophone, puisque les neuf communes de son territoire bénéficient d'un régime de facilités linguistiques.

## Fonctionnement

### Commissions
Le Parlement compte cinq commissions : 
- commission I, pour la Politique générale, les Pétitions, les Finances et la Coopération ;
- commission II, pour la Culture, les Pouvoirs locaux, l'Emploi et le Développement des entreprises ;
- commission III, pour l'Enseignement, la Formation et l'Éducation des adultes ;
- commission IV, pour la Santé et les Affaires sociales ;
- commission V, pour le Contrôle des dépenses électorales et des communications des autorités publiques de la Communauté.

### Procédure législative
L'initiative législative est partagée entre le gouvernement, avec les projets de décret, et les parlementaires, avec les propositions de décret.
Le projet ou la proposition est d'abord examiné en commission parlementaire, puis en séance plénière. En dehors des cas où la Constitution en dispose autrement, l'adoption du texte par les députés requiert la majorité absolue des voix. Le décret ainsi approuvé est sanctionné et promulgué par le gouvernement, puis publié au Moniteur belge dans les trois langues nationales (néerlandais, français et allemand).

## Composition
Depuis les élections régionales du 9 juin 2024, le Parlement se compose ainsi :
(les partis en gras forment la majorité parlementaire) : 
|       |                                                                                    |         |  |  |  |  |  |  |  |  |  |  |  |  |
| Parti | Parti                                                                              | Députés |  |  |  |  |  |  |  |  |  |  |  |  |
|       | ProDG                                                                              | 8       |  |  |  |  |  |  |  |  |  |  |  |  |
|       | Christlich Soziale Partei (CSP) (fr) Parti social-chrétien                         | 5       |  |  |  |  |  |  |  |  |  |  |  |  |
|       | Vivant                                                                             | 4       |  |  |  |  |  |  |  |  |  |  |  |  |
|       | Partei für Freiheit und Fortschritt (PFF) (fr) Parti pour la liberté et le progrès | 3       |  |  |  |  |  |  |  |  |  |  |  |  |
|       | Sozialistische Partei (SP) (fr) Parti socialiste                                   | 3       |  |  |  |  |  |  |  |  |  |  |  |  |
|       | Ecolo                                                                              | 2       |  |  |  |  |  |  |  |  |  |  |  |  |

### Anciennes compositions

(1973-1974)
1re législature (1974-1977)
2e législature (1977-1978)
3e législature (1978-1981)
4e législature (1981-1986)
5e législature (1986-1990)
6e législature (1990-1995)
7e législature (1995-1999)
8e législature (1999-2004)
9e législature (2004-2009)
10e législature (2009-2014)
11e législature (2014-2019)
12e législature (2019-2024)

### Évolution
Répartition des sièges de 1973 à 1990 :
- SP
- Ecolo
- Solidarité et Participation
- PDB - PJU-BDP - ProDG
- PFF
- CSP

Répartition des sièges depuis 1995 :
- SP
- Ecolo
- Vivant
- PDB - PJU-BDP - ProDG
- PFF
- CSP